# Cavendishia luteynii
Cavendishia luteynii är en ljungväxtart som beskrevs av J. F. Morales. Cavendishia luteynii ingår i släktet Cavendishia och familjen ljungväxter. Inga underarter finns listade i Catalogue of Life.